# JFE 홀딩스
JFE 홀딩스(JFE Holdings, JFEホールディングス株式会社)는 일본 도쿄도에 본사를 둔 코퍼레이션이다. 2002년 NKK(日本鋼管株式会社)와 가와사키제철(川崎製鉄株式会社)의 합병을 통해 설립되었다. JFE 제철, JFE 엔지니어링, 재팬 마린 유나이티드를 소유하고 있다. JFE는 일본(Japan), Fe(원소 철)에서 비롯된 이름이다. 2020년 포춘 글로벌 500 목록에서 365위를 차지했다.